# M.A. Larson
M.A. Larson, właśc. Mitchell A. Larson (ur. w Burnsville w stanie Minnesota) – amerykański scenarzysta telewizyjny i pisarz.
Jest twórcą scenariuszy do różnych seriali animowanych (m.in. Dom dla zmyślonych przyjaciół pani Foster, Mój partner z sali gimnastycznej jest małpą, Wodogrzmoty Małe, Littlest Pet Shop). Współpracował z Lauren Faust przy tworzeniu My Little Pony: Przyjaźń to magia.